# ایشنباخ
ایشنباخ (به آلمانی: Eichenbach) یک شهر در آلمان است که در اهرویلر واقع شده‌است. ایشنباخ ۶۵ نفر جمعیت دارد.